# Liste der Mitglieder des Sächsischen Landtags (6. Wahlperiode)
Die Liste bietet einen Überblick über alle Mitglieder des 6. Sächsischen Landtags, der in der Landtagswahl vom 31. August 2014 gewählt wurde. Die Konstituierung des Landtags erfolgte am 29. September 2014.

## Zusammensetzung
| Fraktion              | Gewählt | Zu Beginn der Legislaturperiode | Letzter Stand | Direktmandate | Abgänge                                                      | Zugänge                                  | Saldo |
| --------------------- | ------- | ------------------------------- | ------------- | ------------- | ------------------------------------------------------------ | ---------------------------------------- | ----- |
| CDU                   | 59      | 59                              | 59            | 59            | Krauß, Schneider, Tillich, Liebhauser, Ursu                  | Clemen, Blattner, Markert, Krüger, Lesch | ± 0   |
| Die Linke             | 27      | 27                              | 27            | 1             | Klepsch, Neubert, Scheel                                     | Kosel, Feiks, Jalaß                      | ± 0   |
| SPD                   | 18      | 18                              | 18            | 0             | Brangs                                                       | Baum                                     | ± 0   |
| AfD                   | 14      | 14                              | 9             | 0             | Dreher, Petry, Muster, Wurlitzer, Kersten, Wild, Spangenberg | Wilke, Weigand                           | − 5   |
| Bündnis 90/Die Grünen | 8       | 8                               | 8             | 0             | Hermenau, Jähnigen                                           | Schubert, Meier                          | ± 0   |
| fraktionslos          | 0       | 0                               | 5             | 0             |                                                              | Petry, Muster, Wurlitzer, Kersten, Wild  | + 5   |
| Gesamt                | 126     | 126                             | 126           | 60            |                                                              |                                          | ± 0   |

## Präsidium

### Landtagspräsident und Vizepräsidenten
- Landtagspräsident: Matthias Rößler (CDU)
- 1. Vizepräsident: Andrea Dombois (CDU)
- 2. Vizepräsident: Horst Wehner (Die Linke)

### Fraktionsvorsitzende
- CDU-Fraktion: Frank Kupfer (bis September 2018), dann Christian Hartmann
- Linke-Fraktion: Rico Gebhardt
- SPD-Fraktion: Martin Dulig (bis November 2014), dann Dirk Panter
- AfD-Fraktion: Frauke Petry (bis September 2017), dann Jörg Urban
- Grüne-Fraktion: Volkmar Zschocke (bis Mai 2018), dann Wolfram Günther

## Fraktionsvorstände
| Fraktion              | Vorsitzende                                                                      | Stellvertretende Vorsitzende                                                                             | Parlamentarische Geschäftsführer                                         |
| --------------------- | -------------------------------------------------------------------------------- | --- | ------------------------------------------------------------------------ |
| CDU                   | Frank Kupfer (bis 13. September 2018) Christian Hartmann (ab 25. September 2018) | Stephan Meyer Ines Springer Georg-Ludwig von Breitenbuch Thomas Colditz                                  | Stephan Meyer                                                            |
| Die Linke             | Rico Gebhardt                                                                    | | Sarah Buddeberg                                                          |
| SPD                   | Martin Dulig (bis 12. November 2014) Dirk Panter (ab 24. November 2014)          | Henning Homann Hanka Kliese Volkmar Winkler                                                              | Dagmar Neukirch                                                          |
| AfD                   | Frauke Petry (bis 30. September 2017) Jörg Urban (ab 19. Oktober 2017)           | Jörg Urban (bis 19. Oktober 2017) André Wendt (ab 19. Oktober 2017) Carsten Hütter (ab 19. Oktober 2017) | Uwe Wurlitzer (bis 30. September 2017) André Barth (ab 19. Oktober 2017) |
| Bündnis 90/Die Grünen | Volkmar Zschocke (bis 23. Mai 2018) Wolfram Günther (ab 23. Mai 2018)            | Franziska Schubert                                                                                       | Valentin Lippmann                                                        |

## Mitglieder
| Bild                            | Mitglied des Landtages       | geb. | Fraktion     | Landtagswahlkreis der Direktkandidaten | Erststimmen in % | Anmerkungen |
| ------------------------------- | ---------------------------- | ---- | ------------ | -------------------------------------- | ---------------- | --- |
| Kein Bild vorhanden             | Rico Anton                   | 1977 | CDU          | Erzgebirge 1                           | 41,6             | |
| Kein Bild vorhanden             | André Barth                  | 1969 | AfD          |                                        |                  | |
| Klaus Bartl                     | Klaus Bartl                  | 1950 | LINKE        |                                        |                  | |
| Thomas Baum                     | Thomas Baum                  | 1964 | SPD          |                                        |                  | nachgerückt im Dezember 2014 für Stefan Brangs                                                                                          |
| Kein Bild vorhanden             | Harald Baumann-Hasske        | 1957 | SPD          |                                        |                  | |
| Kein Bild vorhanden             | Mario Beger                  | 1966 | AfD          |                                        |                  | |
| Lothar Bienst                   | Lothar Bienst                | 1956 | CDU          | Görlitz 1                              | 41,4             | |
| Kein Bild vorhanden             | Cornelia Blattner            | 1964 | CDU          |                                        |                  | nachgerückt am 27. Dezember 2017 für Günther Schneider                                                                                  |
| Marco Böhme                     | Marco Böhme                  | 1990 | LINKE        |                                        |                  | |
| Georg-Ludwig von Breitenbuch    | Georg-Ludwig von Breitenbuch | 1971 | CDU          | Leipzig Land 1                         | 41,7             | |
| Nico Brünler                    | Nico Brünler                 | 1975 | LINKE        |                                        |                  | |
| Sarah Buddeberg 2016            | Sarah Buddeberg              | 1982 | LINKE        |                                        |                  | |
| Christine Clauß                 | Christine Clauß              | 1950 | CDU          | Leipzig 5                              | 25,2             | |
| Robert Clemen                   | Robert Clemen                | 1967 | CDU          |                                        |                  | nachgerückt für Alexander Krauß |
| Thomas Colditz                  | Thomas Colditz               | 1957 | CDU          | Erzgebirge 2                           | 47,8             | |
| Alexander Dierks                | Alexander Dierks             | 1987 | CDU          | Chemnitz 2                             | 32,4             | |
| Hannelore Dietzschold           | Hannelore Dietzschold        | 1953 | CDU          | Leipzig Land 4                         | 45,9             | |
| Andrea Dombois                  | Andrea Dombois               | 1958 | CDU          | Sächsische Schweiz-Osterzgebirge 2     | 46,8             | |
| Martin Dulig                    | Martin Dulig                 | 1974 | SPD          |                                        |                  | |
| Cornelia Falken                 | Cornelia Falken              | 1956 | LINKE        |                                        |                  | |
| Antje Feiks                     | Antje Feiks                  | 1979 | LINKE        |                                        |                  | nachgerückt am 1. September 2017 für Falk Neubert                                                                                       |
| Aline Fiedler                   | Aline Fiedler                | 1976 | CDU          | Dresden 3                              | 31,7             | |
| Iris Firmenich                  | Iris Firmenich               | 1961 | CDU          | Mittelsachsen 3                        | 51,3             | |
| Sebastian Fischer               | Sebastian Fischer            | 1981 | CDU          | Meißen 2                               | 41,4             | |
| Sabine Friedel                  | Sabine Friedel               | 1974 | SPD          |                                        |                  | |
| Oliver Fritzsche                | Oliver Fritzsche             | 1977 | CDU          | Leipzig Land 2                         | 39,1             | |
| Holger Gasse                    | Holger Gasse                 | 1969 | CDU          | Leipzig 7                              | 32,8             | |
| Rico Gebhardt                   | Rico Gebhardt                | 1963 | LINKE        |                                        |                  | |
| Sebastian Gemkow                | Sebastian Gemkow             | 1978 | CDU          | Leipzig 4                              | 24,9             | |
| Silke Grimm                     | Silke Grimm                  | 1967 | AfD          |                                        |                  | |
| Wolfram Günther                 | Wolfram Günther              | 1973 | GRÜNE        |                                        |                  | |
| Christian Hartmann 2016         | Christian Hartmann           | 1974 | CDU          | Dresden 1                              | 33,4             | |
| Frank Heidan 2016 by Jenny Paul | Frank Heidan                 | 1958 | CDU          | Vogtland 1                             | 33,1             | |
| Andreas Heinz                   | Andreas Heinz                | 1960 | CDU          | Vogtland 2                             | 40,3             | |
| Jan Hippold                     | Jan Hippold                  | 1974 | CDU          | Zwickau 5                              | 41,9             | |
| Frank Hirche                    | Frank Hirche                 | 1961 | CDU          | Bautzen 4                              | 41,7             | |
| Henning Homann                  | Henning Homann               | 1979 | SPD          |                                        |                  | |
| Stephan Hösl                    | Stephan Hösl                 | 1966 | CDU          | Vogtland 4                             | 36,5             | |
| Kein Bild vorhanden             | Carsten Hütter               | 1964 | AfD          |                                        |                  | |
| Steve Ittershagen               | Steve Ittershagen            | 1976 | CDU          | Mittelsachsen 2                        | 42,2             | |
| René Jalaß                      | René Jalaß                   | 1983 | LINKE        |                                        |                  | nachgerückt im Februar 2017 für Sebastian Scheel                                                                                        |
| Marion Junge                    | Marion Junge                 | 1963 | LINKE        |                                        |                  | |
| Kathrin Kagelmann               | Kathrin Kagelmann            | 1965 | LINKE        |                                        |                  | |
| Kein Bild vorhanden             | Andrea Kersten               | 1965 | fraktionslos |                                        |                  | am 29. September 2017 aus der AfD-Fraktion ausgetreten, Übertritt zu Die blaue Partei                                                   |
| Kein Bild vorhanden             | Jörg Kiesewetter             | 1980 | CDU          | Nordsachsen 2                          | 45,1             | |
| Kein Bild vorhanden             | Svend-Gunnar Kirmes          | 1949 | CDU          | Leipzig Land 3                         | 42,3             | |
| Hanka Kliese                    | Hanka Kliese                 | 1980 | SPD          |                                        |                  | |
| Anja Klotzbücher                | Anja Klotzbücher             | 1994 | LINKE        |                                        |                  | |
| Kerstin Köditz                  | Kerstin Köditz               | 1967 | LINKE        |                                        |                  | |
| Petra Köpping                   | Petra Köpping                | 1958 | SPD          |                                        |                  | |
| Heiko Kosel                     | Heiko Kosel                  | 1966 | LINKE        |                                        |                  | nachgerückt am 16. November 2015 für Annekatrin Klepsch                                                                                 |
| Gernot Krasselt                 | Gernot Krasselt              | 1950 | CDU          | Mittelsachsen 1                        | 50,0             | |
| Kein Bild vorhanden             | Carmen Krüger                | 1966 | CDU          |                                        |                  | nachgerückt am 1. August 2019 für Sven Liebhauser                                                                                       |
| Kein Bild vorhanden             | Daniela Kuge                 | 1975 | CDU          | Meißen 3                               | 39,4             | |
| Frank Kupfer                    | Frank Kupfer                 | 1962 | CDU          | Nordsachsen 3                          | 46,6             | |
| Kein Bild vorhanden             | Simone Lang                  | 1971 | SPD          |                                        |                  | |
| Kerstin Lauterbach              | Kerstin Lauterbach           | 1959 | LINKE        |                                        |                  | |
| Heinz Lehmann                   | Heinz Lehmann                | 1951 | CDU          | Görlitz 3                              | 40,7             | |
| Kein Bild vorhanden             | Cora Lesch                   | 1969 | CDU          |                                        |                  | nachgerückt am 1. August 2019 für Octavian Ursu                                                                                         |
| Valentin Lippmann               | Valentin Lippmann            | 1991 | GRÜNE        |                                        |                  | |
| Kein Bild vorhanden             | Gerd Lippold                 | 1961 | GRÜNE        |                                        |                  | |
| Jan Löffler                     | Jan Löffler                  | 1981 | CDU          | Zwickau 2                              | 44,6             | |
| Geert Mackenroth                | Geert Mackenroth             | 1950 | CDU          | Meißen 1                               | 39,0             | |
| Claudia Maicher                 | Claudia Maicher              | 1978 | GRÜNE        |                                        |                  | |
| Holger Mann                     | Holger Mann                  | 1979 | SPD          |                                        |                  | |
| Kein Bild vorhanden             | Jörg Markert                 | 1973 | CDU          |                                        |                  | nachgerückt am 1. November 2018 für Stanislaw Tillich                                                                                   |
| Kein Bild vorhanden             | Katja Meier                  | 1979 | GRÜNE        |                                        |                  | nachgerückt im September 2015 für Eva Jähnigen                                                                                          |
| Uta-Verena Meiwald              | Uta-Verena Meiwald           | 1966 | LINKE        |                                        |                  | |
| Stephan Meyer                   | Stephan Meyer                | 1981 | CDU          | Görlitz 4                              | 41,0             | |
| Jens Michel                     | Jens Michel                  | 1967 | CDU          | Sächsische Schweiz-Osterzgebirge 4     | 42,9             | |
| Aloysius Mikwauschk             | Aloysius Mikwauschk          | 1958 | CDU          | Bautzen 2                              | 47,0             | |
| Martin Modschiedler             | Martin Modschiedler          | 1967 | CDU          | Dresden 4                              | 35,4             | |
| Kirsten Muster                  | Kirsten Muster               | 1960 | fraktionslos |                                        |                  | am 26. September 2017 aus der AfD-Fraktion ausgetreten, Übertritt zu Die blaue Partei                                                   |
| Juliane Nagel 2016              | Juliane Nagel                | 1978 | LINKE        | Leipzig 2                              | 28,3             | |
| Luise Neuhaus-Wartenberg        | Luise Neuhaus-Wartenberg     | 1980 | LINKE        |                                        |                  | |
| Dagmar Neukirch                 | Dagmar Neukirch              | 1972 | SPD          |                                        |                  | |
| Kerstin Nicolaus                | Kerstin Nicolaus             | 1961 | CDU          | Zwickau 1                              | 43,4             | |
| Kein Bild vorhanden             | Andreas Nowak                | 1975 | CDU          | Leipzig 3                              | 31,3             | |
| Gerald Otto                     | Gerald Otto                  | 1964 | CDU          | Zwickau 3                              | 38,0             | |
| Albrecht Pallas                 | Albrecht Pallas              | 1980 | SPD          |                                        |                  | |
| Dirk Panter 2016                | Dirk Panter                  | 1974 | SPD          |                                        |                  | |
| Peter Patt                      | Peter Patt                   | 1963 | CDU          | Chemnitz 1                             | 36,8             | |
| Mario Pecher                    | Mario Pecher                 | 1962 | SPD          |                                        |                  | |
| Frauke Petry                    | Frauke Petry                 | 1975 | fraktionslos |                                        |                  | am 26. September 2017 aus der AfD-Fraktion ausgetreten, Übertritt zu Die blaue Partei, seit Oktober 2017 zudem Mitglied des Bundestages |
| Janina Pfau                     | Janina Pfau                  | 1983 | LINKE        |                                        |                  | |
| Juliane Pfeil-Zabel             | Juliane Pfeil-Zabel          | 1987 | SPD          |                                        |                  | |
| Jana Pinka                      | Jana Pinka                   | 1963 | LINKE        |                                        |                  | |
| Christian Piwarz                | Christian Piwarz             | 1975 | CDU          | Dresden 2                              | 34,5             | |
| Ronald Pohle                    | Ronald Pohle                 | 1960 | CDU          | Leipzig 1                              | 35,6             | |
| Iris Raether-Lordieck           | Iris Raether-Lordieck        | 1961 | SPD          |                                        |                  | |
| Kein Bild vorhanden             | Lutz Richter                 | 1974 | LINKE        |                                        |                  | |
| Lars Rohwer                     | Lars Rohwer                  | 1972 | CDU          | Dresden 6                              | 34,2             | |
| Matthias Rößler                 | Matthias Rößler              | 1955 | CDU          | Meißen 4                               | 35,3             | |
| Wolf-Dietrich Rost              | Wolf-Dietrich Rost           | 1952 | CDU          | Leipzig 6                              | 30,2             | |
| Ines Saborowski-Richter         | Ines Saborowski-Richter      | 1967 | CDU          | Chemnitz 3                             | 36,0             | |
| Susanne Schaper 2016            | Susanne Schaper              | 1978 | LINKE        |                                        |                  | |
| Kein Bild vorhanden             | Marko Schiemann              | 1955 | CDU          | Bautzen 5                              | 42,0             | |
| Thomas Schmidt                  | Thomas Schmidt               | 1961 | CDU          | Mittelsachsen 5                        | 47,3             | |
| André Schollbach                | André Schollbach             | 1978 | LINKE        |                                        |                  | |
| Patrick Schreiber               | Patrick Schreiber            | 1979 | CDU          | Dresden 5                              | 29,7             | |
| Franziska Schubert              | Franziska Schubert           | 1982 | GRÜNE        |                                        |                  | nachgerückt im September 2014 für Antje Hermenau                                                                                        |
| Mirko Schultze                  | Mirko Schultze               | 1974 | LINKE        |                                        |                  | |
| Franz Sodann                    | Franz Sodann                 | 1973 | LINKE        |                                        |                  | |
| Ines Springer                   | Ines Springer                | 1956 | CDU          | Zwickau 4                              | 43,5             | |
| Enrico Stange                   | Enrico Stange                | 1968 | LINKE        |                                        |                  | |
| Eva-Maria Stange                | Eva-Maria Stange             | 1957 | SPD          |                                        |                  | |
| Volker Tiefensee                | Volker Tiefensee             | 1956 | CDU          | Nordsachsen 1                          | 46,9             | |
| Klaus Tischendorf               | Klaus Tischendorf            | 1962 | LINKE        |                                        |                  | |
| Markus Ulbig                    | Markus Ulbig                 | 1964 | CDU          | Dresden 7                              | 33,4             | |
| Kein Bild vorhanden             | Jörg Urban                   | 1964 | AfD          |                                        |                  | |
| Jörg Vieweg                     | Jörg Vieweg                  | 1971 | SPD          |                                        |                  | |
| Sören Voigt                     | Sören Voigt                  | 1971 | CDU          | Vogtland 3                             | 45,3             | |
| Kein Bild vorhanden             | Ronny Wähner                 | 1975 | CDU          | Erzgebirge 4                           | 46,9             | |
| Horst Wehner                    | Horst Wehner                 | 1952 | LINKE        |                                        |                  | |
| Oliver Wehner                   | Oliver Wehner                | 1984 | CDU          | Sächsische Schweiz-Osterzgebirge 3     | 37,3             | |
| Kein Bild vorhanden             | Rolf Weigand                 | 1984 | AfD          |                                        |                  | nachgerückt am 1. Januar 2018 für Detlev Spangenberg                                                                                    |
| Kein Bild vorhanden             | André Wendt                  | 1971 | AfD          |                                        |                  | |
| Kein Bild vorhanden             | Gunter Wild                  | 1958 | fraktionslos |                                        |                  | am 13. Oktober 2017 aus der AfD-Fraktion ausgetreten, Übertritt zu Die blaue Partei                                                     |
| Karin Wilke                     | Karin Wilke                  | 1953 | AfD          |                                        |                  | nachgerückt am 1. September 2015 für Stefan Dreher                                                                                      |
| Volkmar Winkler                 | Volkmar Winkler              | 1959 | SPD          |                                        |                  | |
| Sebastian Wippel                | Sebastian Wippel             | 1982 | AfD          |                                        |                  | |
| Patricia Wissel                 | Patricia Wissel              | 1975 | CDU          | Bautzen 1                              | 46,4             | |
| Kein Bild vorhanden             | Roland Wöller                | 1970 | CDU          | Sächsische Schweiz-Osterzgebirge 1     | 45,1             | |
| Kein Bild vorhanden             | Uwe Wurlitzer                | 1975 | fraktionslos |                                        |                  | am 26. September 2017 aus der AfD-Fraktion ausgetreten, Übertritt zu Die blaue Partei                                                   |
| Petra Zais                      | Petra Zais                   | 1957 | GRÜNE        |                                        |                  | |
| Volkmar Zschocke 2016           | Volkmar Zschocke             | 1969 | GRÜNE        |                                        |                  | |

## Ausgeschiedene Abgeordnete
| Bild                | Mitglied des Landtages | geb. | Partei | Landtagswahlkreis der Direktkandidaten | Erststimmen in % | Anmerkungen |
| ------------------- | ---------------------- | ---- | ------ | -------------------------------------- | ---------------- | --- |
| Stefan Brangs       | Stefan Brangs          | 1964 | SPD    |                                        |                  | ausgeschieden am 2. Dezember 2014, am 3. Dezember 2014 Staatssekretär im Sächsischen Staatsministerium für Wirtschaft, Arbeit und Verkehr |
| Kein Bild vorhanden | Stefan Dreher          | 1960 | AfD    |                                        |                  | ausgeschieden am 31. August 2015 |
| Antje Hermenau      | Antje Hermenau         | 1964 | GRÜNE  |                                        |                  | Ankündigung Mandatsverzicht am 20. September 2014                                                                                         |
| Kein Bild vorhanden | Eva Jähnigen           | 1965 | GRÜNE  |                                        |                  | ausgeschieden am 11. August 2015, Übernahme des Amtes der Umweltbürgermeisterin in Dresden                                                |
| Annekatrin Klepsch  | Annekatrin Klepsch     | 1977 | LINKE  |                                        |                  | ausgeschieden am 31. Oktober 2015, Übernahme des Amtes der Kulturbürgermeisterin in Dresden                                               |
| Alexander Krauß     | Alexander Krauß        | 1975 | CDU    | Erzgebirge 3                           | 43,1             | ab Oktober 2017 MdB, ausgeschieden im Dezember 2017                                                                                       |
| Sven Liebhauser     | Sven Liebhauser        | 1981 | CDU    | Mittelsachsen 4                        | 45,0             | Mandatsniederlegung per 31. Juli 2019, dann Oberbürgermeister von Döbeln, Nachfolgerin Carmen Krüger                                      |
| Falk Neubert        | Falk Neubert           | 1974 | LINKE  |                                        |                  | ausgeschieden am 31. August 2017 |
| Sebastian Scheel    | Sebastian Scheel       | 1975 | LINKE  |                                        |                  | ausgeschieden am 21. Februar 2017, Ernennung zum Staatssekretär für Wohnen in Berlin                                                      |
| Günther Schneider   | Günther Schneider      | 1955 | CDU    | Erzgebirge 5                           | 46,8             | ab 18. Dezember 2017 Staatssekretär im Sächsischen Staatsministerium des Inneren                                                          |
| Detlev Spangenberg  | Detlev Spangenberg     | 1944 | AfD    |                                        |                  | ab Oktober 2017 MdB, ausgeschieden im Dezember 2017                                                                                       |
| Stanislaw Tillich   | Stanislaw Tillich      | 1959 | CDU    | Bautzen 3                              | 57,2             | Mandatsniederlegung per 31. Oktober 2018                                                                                                  |
| Octavian Ursu       | Octavian Ursu          | 1967 | CDU    | Görlitz 2                              | 37,1             | Mandatsniederlegung per 31. Juli 2019, dann Oberbürgermeister von Görlitz, Nachfolgerin Cora Lesch                                        |